# Shinin' On (canción)
«Shinin' On» es una canción interpretada por la banda estadounidense Grand Funk. Fue publicada el 24 de junio de 1974 como el segundo y último sencillo de su álbum del mismo nombre.

## Recepción de la crítica
Un escritor no especificado de la revista Record World le otorgó el certificado de “Hit of the Week”, y escribió: “Comenzando con un eco de palomitas de maíz al estilo «For the Love of Money», [la canción] es un lado aún más brillante que su éxito «Loco-Motion»”. Un escritor no especificado de la revista Cash Box calificó la canción como “otro éxito seguro en las listas de éxitos en la forma de hard rock dinámico en el que el grupo se ha vuelto mejor que nunca”, y añadió: “La música y la voz se combinan muy bien, especialmente cuando un órgano muy dominante respalda a la voz principal... rock and roll de primer grado”.

## Lista de canciones
7-inch single – Capitol 3917
1. «Shinin' On» – 3:23
2. «Mr. Pretty Boy» – 3:04

## Posicionamiento

### Gráfica semanal
| Gráfica (1974)                            | Pico de posición |
| ----------------------------------------- | ---------------- |
| Canadá (RPM Top Singles)                  | 13               |
| Estados Unidos (Billboard Hot 100)        | 11               |
| Estados Unidos (Cash Box Top 100 Singles) | 18               |

### Gráfica de fin de año
| Gráfica (1974)           | Pico de posición |
| ------------------------ | ---------------- |
| Canadá (RPM Top Singles) | 135              |